# Bruant à couronne dorée
Zonotrichia atricapilla
Espèce
Statut de conservation UICN

 LC  : Préoccupation mineure
Le Bruant à couronne dorée (Zonotrichia atricapilla) est une espèce de passereau appartenant à la famille des Passerellidae.

## Description
Les adultes font environ 18 cm de long. Lorsqu'ils sont en période de reproduction, ils ont une plaque jaune d'or bien visible sur la tête, flanquée de deux bandes noires. Lorsqu'ils n'y sont pas, leur plumage est plus variable, allant d'une petite tache dorée sans bande noire à un plumage presque de saison nuptiale.

## Répartition et habitat
Il se reproduit dans la partie nord de l'ouest du Canada et en Alaska. En hiver, il migre vers l'île de Vancouver au Canada et la côte ouest des États-Unis.

Carte de répartition
Aire de nidification
Voie migratoire
Aire d'hivernage

## Galerie

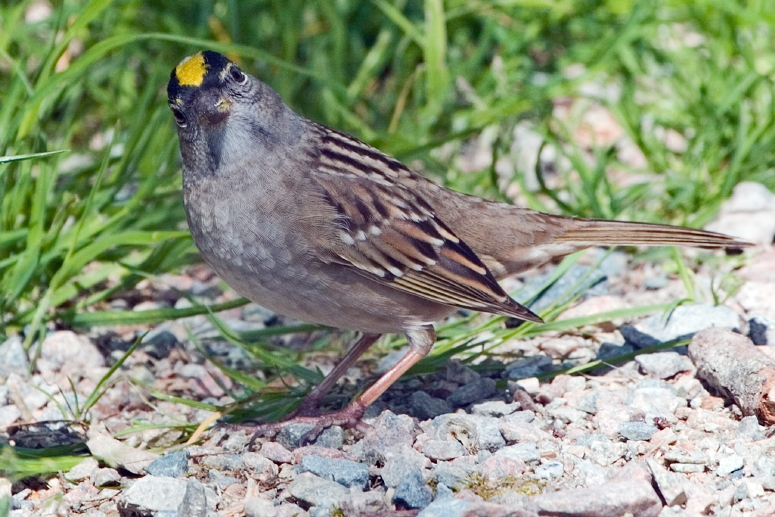
En période de reproduction
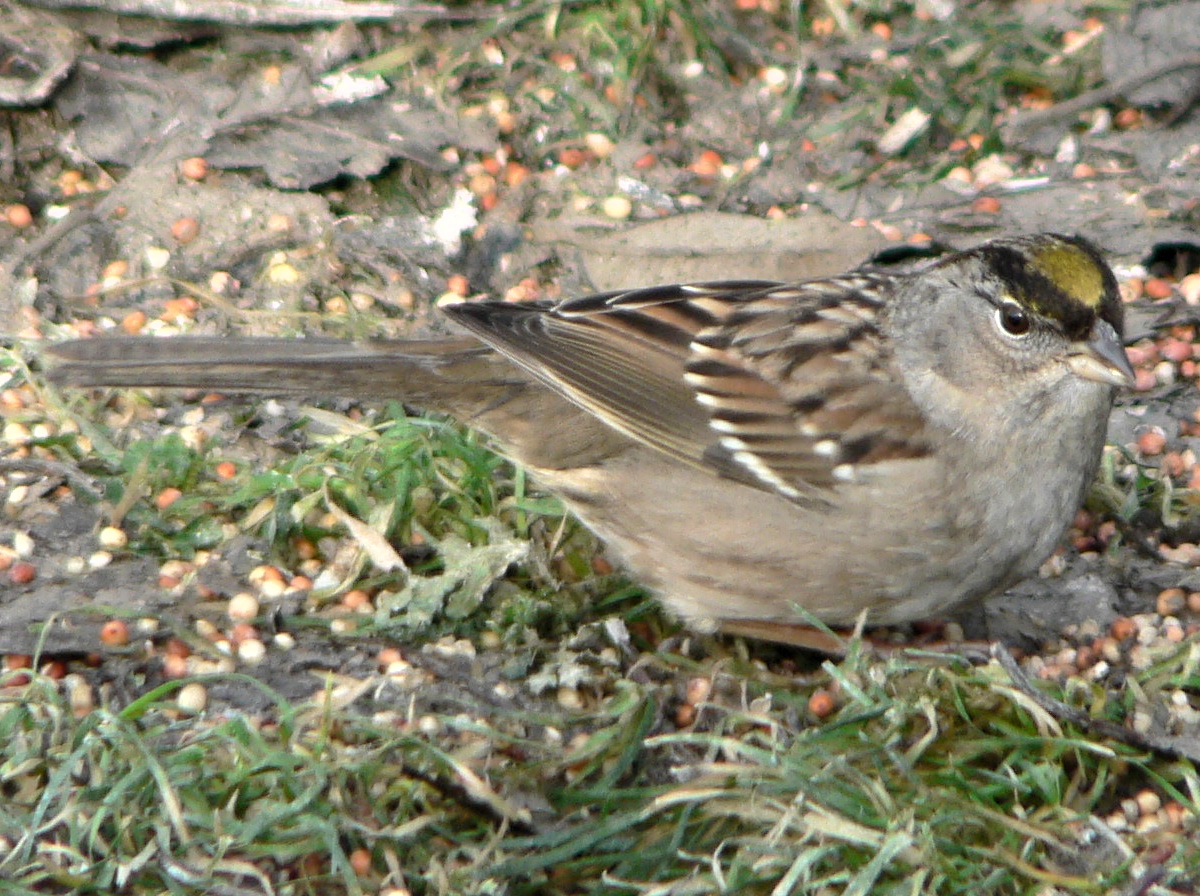
Hors période de reproduction